# Convertible Clam Shelter
Convertible Clam Shelter est une installation artistique réalisée par Vito Acconci en 1990. Elle est conservée au musée national d'Art moderne, à Paris.